# Island Records
Island Records là hãng thu âm Anh Quốc gốc Jamaica trực thuộc tập đoàn Universal Music Group (UMG). Hãng được Chris Blackwell, Graeme Goodall và Leslie Kong in Jamaica thành lập vào năm 1959 tại Jamaica.
Island Records sáp nhập với Def Jam Recordings và tạo ra doanh nghiệp The Island Def Jam Music Group. Trên thế giới hiện có ba nhãn đĩa của Island là: Island Anh, Island Mỹ, và Island Úc. Các nghệ sĩ nổi bật trong hãng có thể kể đến như: Hozier, Demi Lovato, Fall Out Boy, The Killers, Leona Lewis, U2, Mumford & Sons, Amy Winehouse, Ben Howard, Florence anh the Machine, Sigrid, John Newman, Disclosure, Justin Bieber,Keane, Annie Lennox, John Martyn, Nick Jonas, Robyn, Shawn Mendes, Jessie J và Iggy Azalea. 